# Tecklenburg
Tecklenburg è una città della Renania Settentrionale-Vestfalia, in Germania, situata presso la Foresta di Teutoburgo, a metà strada fra le città di Osnabrück (a nord-est) e di Münster (a sud).
Amministrativamente appartiene al distretto governativo (Regierungsbezirk) di Münster ed al circondario (Kreis) di Steinfurt (targa ST). 
La città di Tecklenburg è a propria volta suddivisa in 4 località (Ortschaften) (Brochterbeck, Ledde, Leede e Tecklenburg) e ha una popolazione di 9 229 abitanti.
La sua collocazione nel verde altopiano della foresta di Teutoburgo e la presenza dei requisiti strutturali necessari, hanno fatto ottenere alla città il titolo di Luftkurort nel 1974 e di Kneipp-Kurort nel 1999.
Ha dato i natali al vescovo Adolfo di Osnabrück. Storicamente fu a capo di una vasta contea sovrana del Sacro Romano Impero che fu ereditata nel 1263 dai Conti di Bentheim formando una Contea autonoma, di Bentheim-Tecklenburg, sotto un loro ramo; i conti dovettero cederne lembi sia al principato vescovile di Münster sia a vari signori finché nel 1729 quello che restava fu in gran parte annesso dai Re di Prussia anche se il titolo rimase ai Conti sovrani (poi Principi) di Bentheim-Tecklenburg-Rheda che trasferirono la loro sede principale a Rheda. La stessa città di Tecklenburg era già stata occupata nel 1701 dall'esercito prussiano.